# Atletica leggera ai Giochi della XXV Olimpiade - 200 metri piani femminili

Video della Finale

I 200 metri piani hanno fatto parte del programma femminile di atletica leggera ai Giochi della XXV Olimpiade. La competizione si è svolta nei giorni 3-5 agosto 1992 allo Stadio del Montjuic di Barcellona.

## Presenze ed assenze delle campionesse in carica
| Competizione         | Atleta            | Prestazione | Barcellona 1992 |
| -------------------- | ----------------- | ----------- | --------------- |
| Olimpiadi 1988       | Florence Griffith | 21”34       | Rit. 1988       |
| Commonwealth 1990    | Merlene Ottey     | 22”76       | Presente        |
| Goodwill Games 1990  | Dannette Young    | 22”64       | 5ª ai Trials    |
| Europei 1990         | Katrin Krabbe     | 21”95       | Squalif.        |
| Asiatici 1990        | Han Qing          | 23”42       | Non selez.      |
| Panamericani 1991    | Liliana Allen     | 23”11       | Solo 100 m      |
| Africani 1991        | Tina Iheagwam     | 22”82       | Non selez.      |
| Mondiali 1991        | Katrin Krabbe     | 22”09       | Squalif.        |
|                      |                   |             |                 |
| Mondiali junior 1988 | Katrin Krabbe     | 22”34       | Squalif.        |

## La gara
La prima a scendere sotto i 22 secondi è Merlene Ottey nei Quarti con 21"94. La giamaicana vince la prima semifinale con 22"12. In questa serie gareggia anche una Allieva: la sedicenne Pauline Davis. Farà parlare di sé ai Giochi di Sydney 2000.
Nella seconda semifinale Gwen Torrence e Juliet Cuthbert si danno battaglia; vince la prima di un'incollatura (21"72 a 21"75).

In finale partono tutte bene. All'uscita dalla curva è in testa la Ottey; ma la Torrence si produce in un allungo irresistibile e va a vincere. La Ottey cede e viene superata anche dalla connazionale Cuthbert.

## Risultati

### Turni eliminatori
| 7 Batterie         | 3 agosto | 52 partenti   | Si qualificano le prime 4 + i 4 migliori tempi. |
| 4 Quarti di finale | 3 agosto | 8 + 8 + 8 + 8 | Si qualificano le prime 4.                      |
| 2 Semifinali       | 5 agosto | 8 + 8         | Si qualificano le prime 4.                      |
| Finale             | 5 agosto | 8 concorrenti |                                                 |

### Finale
| Pos | Paese       | Atleta          | Tempo |
| --- | ----------- | --------------- | ----- |
|     | Stati Uniti | Gwen Torrence   | 21"81 |
|     | Giamaica    | Juliet Cuthbert | 22"02 |
|     | Giamaica    | Merlene Ottey   | 22"09 |